# Wahrunterstellung
Wahrunterstellung ist ein Begriff aus dem deutschen Prozessrecht. Danach kann das Gericht eine entscheidungserhebliche Behauptung ohne Beweisaufnahme so behandeln, als wäre die behauptete Tatsache wahr.
Für den Strafprozess ist die Ablehnung eines Beweisantrags wegen Wahrunterstellung in § 244 Abs. 3 Satz 3 Nr. 6 StPO geregelt. Das ist dann der Fall, wenn eine erhebliche Behauptung, die zur Entlastung des Angeklagten bewiesen werden soll, so behandelt werden kann, als wäre die behauptete Tatsache wahr. Beabsichtigt das Gericht, in seinem Urteil eine der auf diese Weise als wahr unterstellten, den Angeklagten entlastende Tatsache entgegenstehende Feststellung zu treffen, ist es verpflichtet, den Angeklagten darauf hinzuweisen und seinem Beweisantrag – soweit nicht andere Gründe seine Ablehnung rechtfertigen – (nunmehr) nachzugehen.
Da die Wahrunterstellung nur eine besondere gesetzliche Ausprägung des in-dubio-pro-reo-Grundsatzes (Im Zweifel für den Angeklagten) ist, ist diese subsidiär zur richterlichen Aufklärungspflicht des § 244 Abs. 2 StPO. Das bedeutet, dass das Gericht zunächst den Versuch einer Sachaufklärung betreiben muss. 
Der Rechtsgedanke des § 244 Abs. 3 Satz 3 Nr. 6 StPO findet auch im Zivil-, Verwaltungs-, Sozial- und Finanzgerichtsverfahren Anwendung.